# Muerte de Beatriz Hernández Ruiz
La muerte de Beatriz Hernández Ruiz ocurrió el 9 de junio de 2021 en la galera de la presidencia municipal de Progreso de Obregón, estado de Hidalgo, México. El suceso provocó amplias muestras de rechazo entre pobladores locales, médicos y colectivos feministas, así como protestas en Progreso de Obregón y Pachuca de Soto. Siete personas fueron detenidas e inicialmente procesadas bajo el delito de feminicidio, aunque luego este fue reclasificado al de homicidio culposo al determinar la jueza de control que Beatriz se suicidó en la galera y que los agentes de policía involucrados se mostraron omisos en la preservación de su integridad.

## Cronología de los sucesos
El 9 de junio de 2021, hacia las 16:40, Beatriz Hernández Ruiz sufrió un accidente automovilístico junto con otros tres vehículos, a la altura de la avenida Tito Estrada en la localidad de Progreso de Obregón. Testigos del suceso refirieron que Beatriz fue auxiliada por uno de los conductores accidentados, ya que se encontraba herida y atrapada por la bolsa de aire de su vehículo, y que, siendo médica de profesión, entonces se dispuso a revisar a los posibles heridos. Poco después comenzó a discutir con una mujer no identificada, al intentar revisar a un niño que viajaba con ella en uno de los automóviles averiados. Después de impedirle acercarse al niño, la mujer increpó a Beatriz por su aparente estado de ebriedad y robó los contenidos de un monedero que se encontraba en el vehículo de la médica.
Una media hora después del accidente, la policía local se movilizó a la escena y detuvo a Beatriz con uso de violencia, hecho que fue difundido en redes sociales por un testigo que encontró una identificación suya y que grabó su detención con un teléfono celular.
En la noche del mismo día y pocos minutos antes de su muerte, Beatriz recibió la visita de su padre y le pidió que la sacara de ahí, ya que había sido golpeada. Cuando su padre regresó de indagar por qué había sido detenida, la encontró en el suelo y recibiendo maniobras de resucitación por el personal del área de retención primaria. Después de esto, Beatriz fue trasladada por la policía a un hospital local, donde se confirmó su fallecimiento.

## Reacciones
Después de lo ocurrido, los familiares de Beatriz denunciaron que había sido trasladada al hospital sin vida y que el ayuntamiento de Progreso de Obregón se había negado a comunicarles las razones por las que había sido detenida, a la espera de hacerle llegar la información al Ministerio Público. En respuesta al rechazo que el suceso provocó en la opinión pública, el ayuntamiento de Progreso de Obregón publicó un comunicado en el que se aseguraba que Beatriz había sido evaluada por un perito que la había encontrado “con características físicas atribuibles al uso de sustancias” y que había sido encontrada en la galera suspendida del cuello por un objeto.
El 10 de junio la Procuraduría General de Justicia del Estado de Hidalgo (PGJEH) comunicó la apertura de una carpeta de investigación bajo el protocolo de feminicidio, a raíz del reporte del hospital al que Beatriz fue canalizada después de ser hallada sin signos vitales. A su vez, la PGJEH detuvo a siete personas (tres hombres y cuatro mujeres), incluida la directora de seguridad, y desarmó al resto al personal de la Dirección de Seguridad Pública Municipal, acciones que fueron condenadas por el ayuntamiento de Progreso de Obregón.
El 11 de junio se convocó una marcha por las principales calles de Progreso de Obregón, a la cual se sumaron habitantes locales, activistas feministas, personal médico, familiares y amigos en protesta por la muerte de Beatriz. Durante la manifestación, algunos asistentes ingresaron al ayuntamiento y pintaron consignas en la zona de Beatriz fue retenida; hacia el final de la protesta, el edificio del ayuntamiento fue incendiado. En respuesta, el ayuntamiento de Progreso de Obregón publicó un nuevo comunicado en el que condenaba lo sucedido y donde señalaba como incitadores u organizadores de los hechos a diversos funcionarios públicos y trabajadores de administraciones municipales anteriores.
El 13 de junio se realizó el funeral de Beatriz en la localidad de Presas, perteneciente al municipio hidalguense de Tezontepec de Aldama. Durante la ceremonia, los familiares nuevamente demandaron justicia a las autoridades y respeto por la memoria de Beatriz ante la posición adoptada por el ayuntamiento de Progreso de Obregón. Paralelamente, el personal médico del Hospital General de Pachuca, institución donde Beatriz se desempeñaba como residente, convocó a una marcha silenciosa en la capital hidalguense. Los manifestantes salieron del Hospital General y marcharon hasta el Palacio de Gobierno del Estado de Hidalgo, donde exigieron el esclarecimiento de la muerte de su compañera.